# Аверина (река)
Аверина (Авериха) — река в Енисейском районе Красноярского края. Длина реки составляет 81 км, площадь водосборного бассейна — 1050 км². Впадает в реку Енисей слева на расстоянии 1968 км от устья.

## Притоки
- 2 км: Рассоха
- 6 км: Сухое
- 18 км: Гуринский
- 38 км: Прелая
- 57 км: Илюшиха
- 61 км: река без названия
- 66 км: Берёзовый Ключ

## Данные водного реестра
По данным государственного водного реестра России относится к Енисейскому бассейновому округу, речной бассейн реки — Енисей, речной подбассейн реки — Бассейн притоков Енисея между участками впадения Ангары и Подкаменной Тунгуски. Водохозяйственный участок реки — Енисей от впадения реки Ангара до водомерного поста у села Ярцево.